# Saint-Dié-des-Vosges
Saint-Dié-des-Vosges este un oraș în Franța, sub-prefectură a departamentului Vosges, în regiunea Lorena, pe cursul râului Meurthe. Orașul, care numără în prezent 23.000 locuitori. 

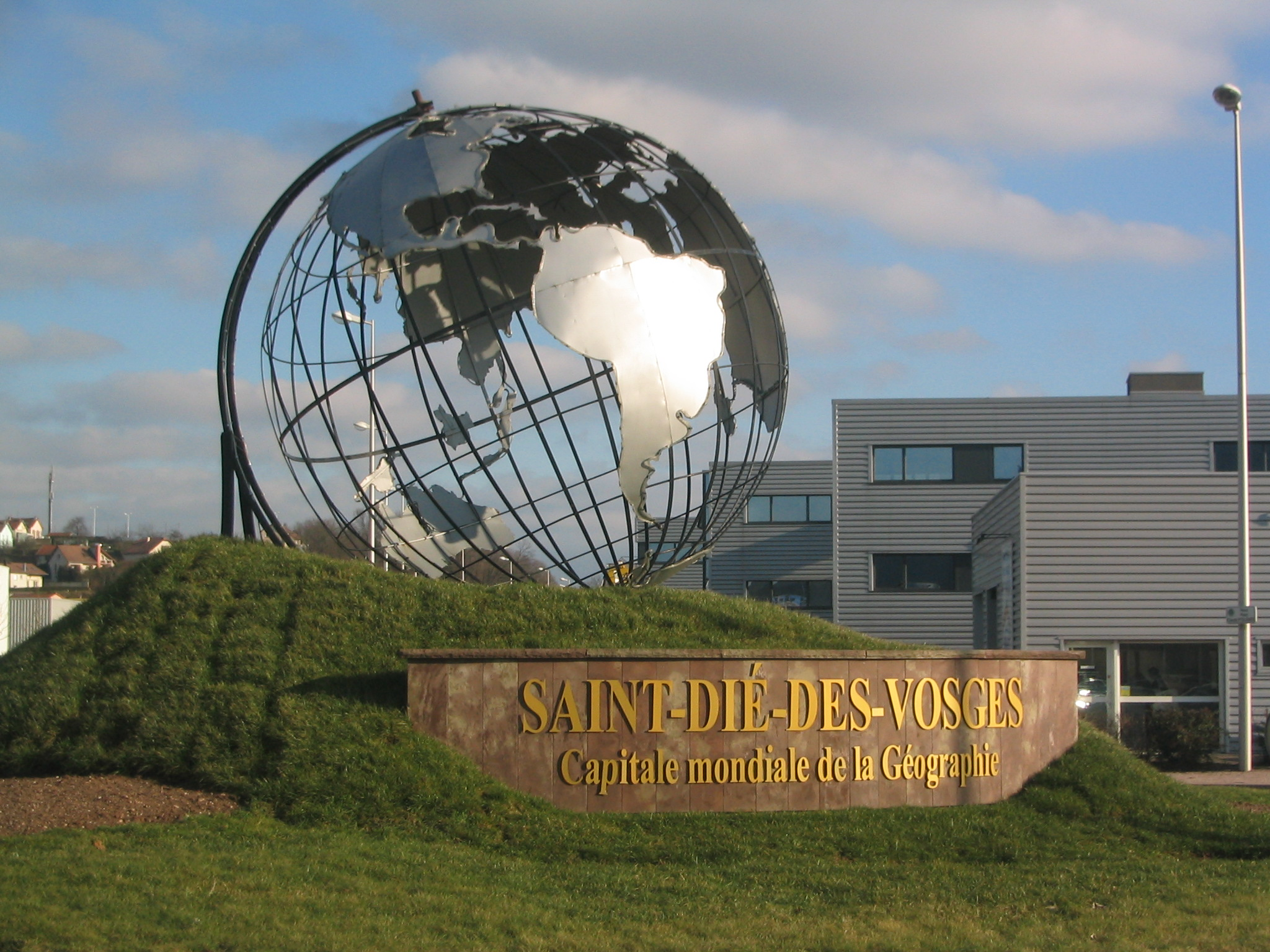
Saint-Dié-des-Vosges, "capitala mondială a geografiei"

## Istorie

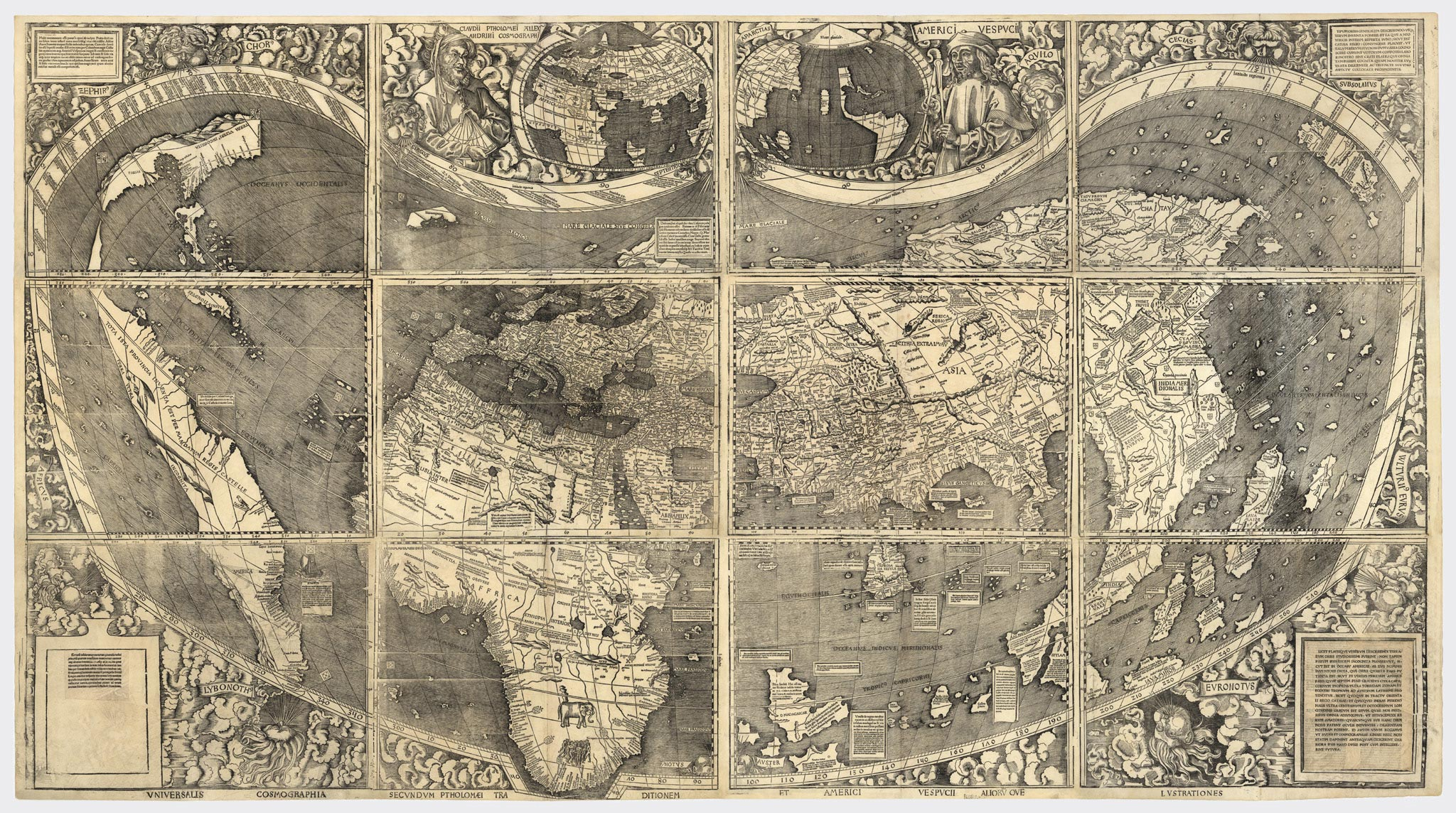
Universalis Cosmographia (1507)

S-a dezvoltat începând din secolul al VII-lea în jurul unei mănăstiri fondate de sfântul Déodat.
În 1507, o adunare de savanți, numită "Gimnaziul Vosgian" (Martin Waldseemüller, Vautrin Lud) a editat prima hartă denumind "America" noul continent descoperit (Universalis Cosmographia).

## Monumente  si clădiri
- Catedrala
- Biserica St. Martin
- Capelă St. Roch

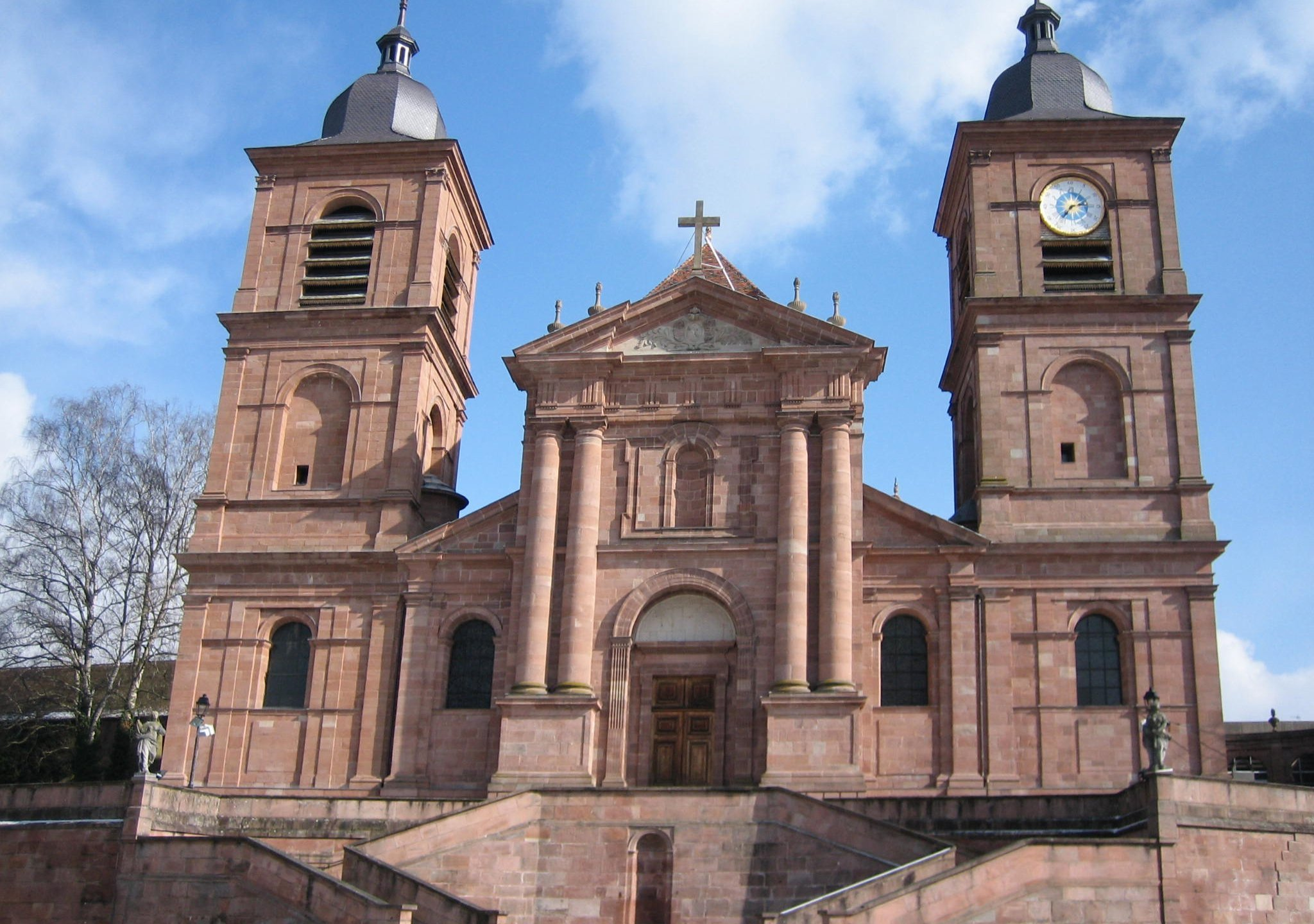
Catedrala

- Turnul Libertății (fr. Tour de la Liberté)
- Muzeul Pierre-Noël
- Fabrică Claude et Duval  (arhitect Le Corbusier)
- Castra celtică La Bure

## Educație
Universitatea Henri Poincaré :

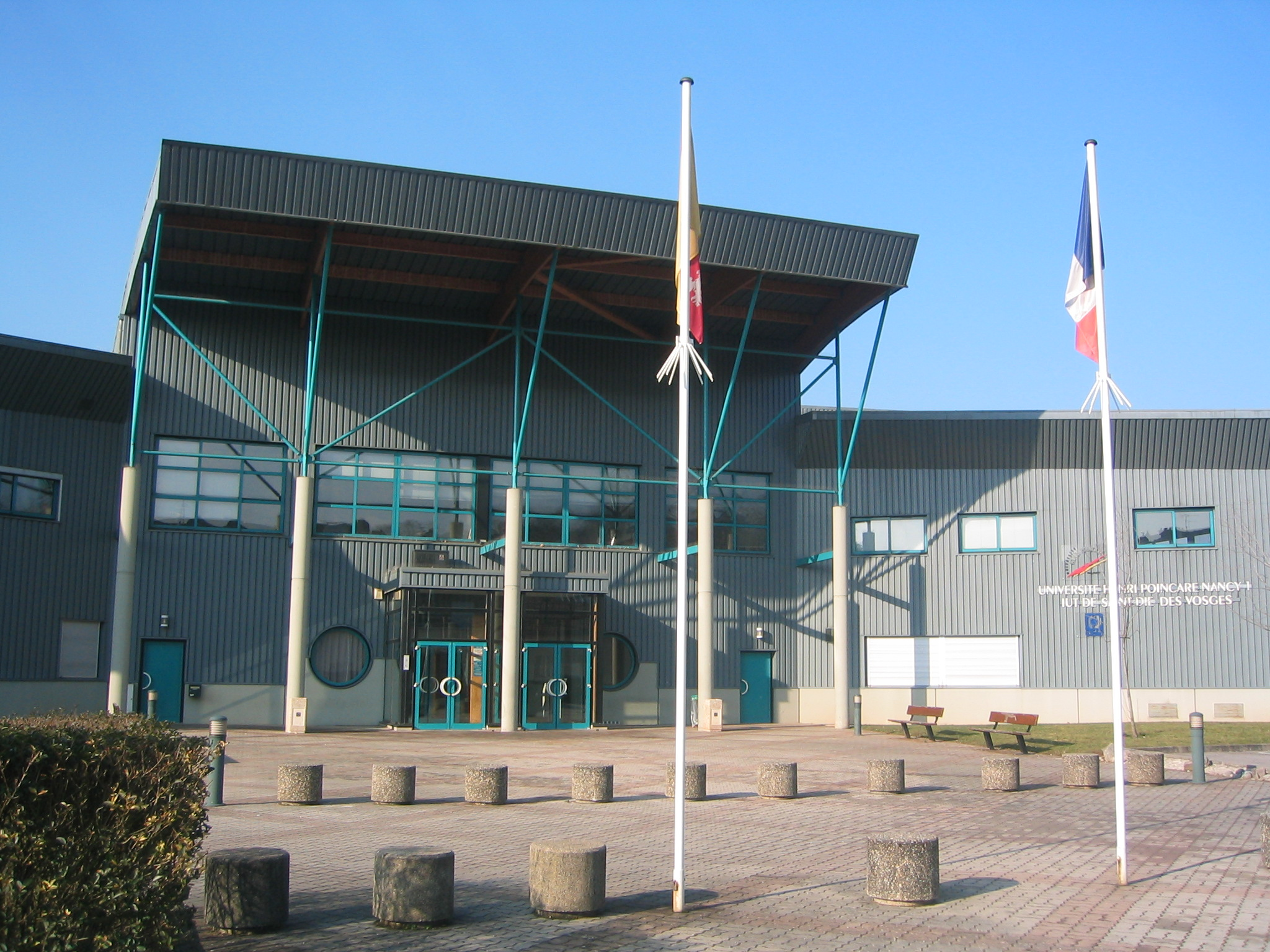
Institut universitaire de technologie

IUT (Institut universitaire de technologie) : 
- Electronică,
- Informatică,
- Internet,
- Comunicație

## Personalități nascute aici

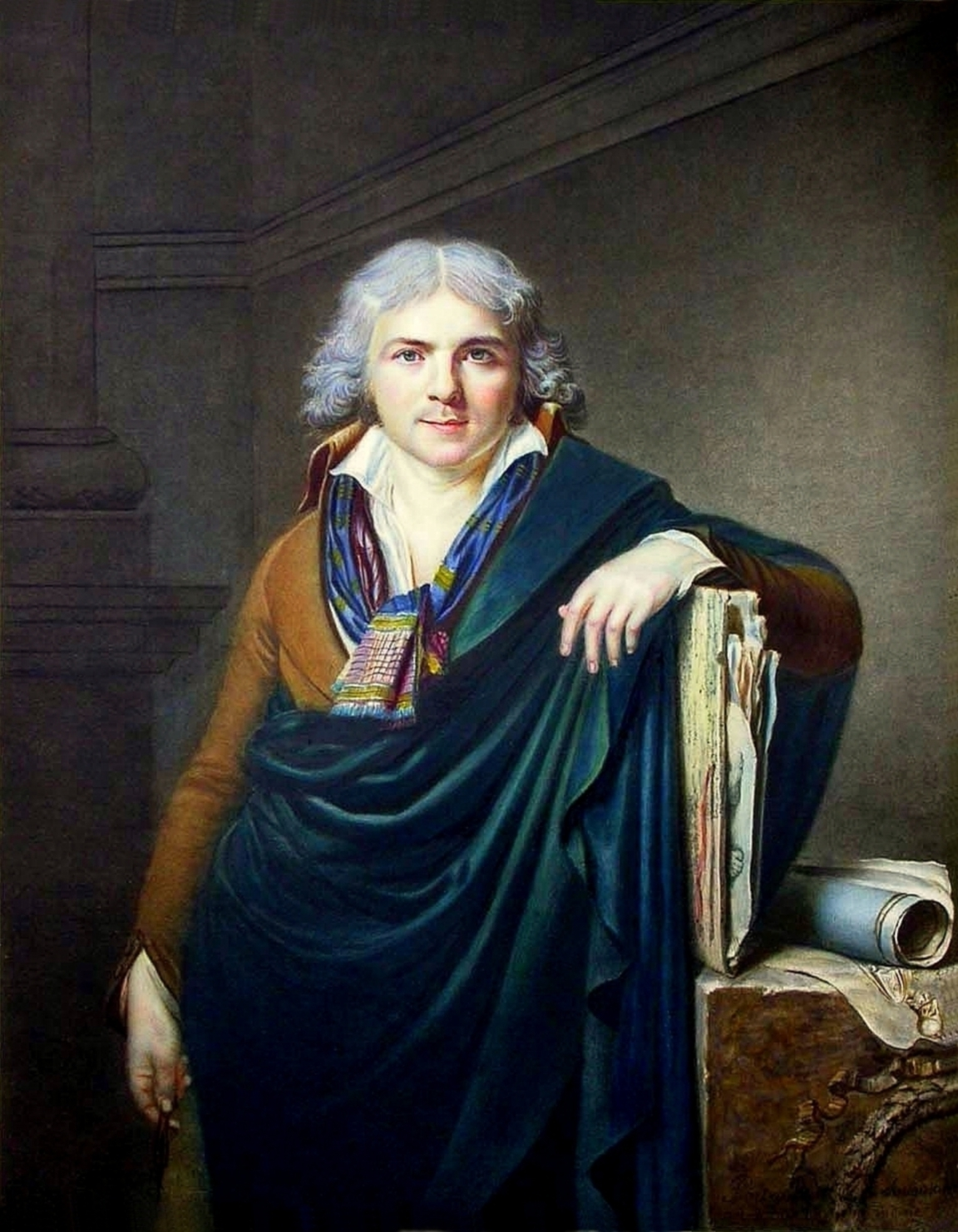
Jacques Augustin (1796)

- Vautrin Lud  (1448-1527), creator al Gimnaziul Vosgian
- Jacques Augustin (1759-1832), pictor
- Jules Ferry (1832-1893), avocat, politician
- Ferdinand Brunot (1860-1938), lingvist
- Fernand Baldensperger  (1871-1958), pedagog
- Ivan Goll (1891-1950), poet
- Jacques Brenner (1922-2001), autor, editor

## Orașe înfrătite
- Arlon (Belgia)
- Cattolica (Italia)
- Crikvenica (Croația)
- Friedrichshafen (Germania)
- Lowell (Statele Unite ale Americii)
- Meckhe (Senegal)
- Ville de Lorraine (Canada)
- Zakopane (Polonia)